# Ślimakobrzeżek
Ślimakobrzeżek (Hilpertia R.H. Zand.) – rodzaj mchu z rodziny płoniwowatych (Pottiaceae Schimp.). Przedstawiciele występują w Kanadzie, Europie i Azji.

## Systematyka i nazewnictwo
Rodzaj Hilpertia został wydzielony z rodzaju Tortula, a w jego skład weszły gatunki Hilpertia scotteri oraz H. velenovskyi (gatunek typowy). Nazwa Hilpertia scotteri uznana została za synonim H. velenovskyi i według The Plant List rodzaj liczy jeden gatunek o trzech nazwach synonimicznych:
- Hilpertia velenovskyi (Schiffner) R.H. Zander – ślimakobrzeżek lessowy
Synonimy: Hilpertia scotteri (R.H. Zander & Steere) R.H. Zander, Tortula scotteri R.H. Zander & Steere, Tortula velenovskyi Schiffn.

W 2016 r. ogłoszony został nowy gatunek, nie wymieniany w zestawieniach taksonomicznych:
- Hilpertia tibetica J.Kou, X.-M.Shao & C.Feng

Rodzajowi nadana została nazwa Hilpertia na cześć niemieckiego botanika, briologa Friedricha Wilhelma Hilperta (1907-).

## Ochrona
Przedstawiciel rodzaju ślimakobrzeżek lessowy jest od 2004 r. objęty w Polsce ochroną gatunkową, początkowo ścisłą, a od 2014 r. częściową.